# ジェイコブ・ロスチャイルド (第4代ロスチャイルド男爵)
第4代ロスチャイルド男爵ナサニエル・チャールズ・ジェイコブ・ロスチャイルド（英語: Nathaniel Charles Jacob Rothschild, 4th Baron Rothschild, OM, GBE, FBA、1936年4月29日 - 2024年2月26日）は、イギリスの貴族、銀行家、政治家、慈善家、陸軍軍人。
ロンドン・ロスチャイルド家の元当主（6代目）。嫡流にあたるが、分家のエヴェリンが経営権を握るN・M・ロスチャイルド&サンズから独立し、RIT・キャピタル・パートナーズを創設して独自の金融業を行っている。1990年にロスチャイルド男爵の爵位を継承し、1999年まで貴族院議員を務めた。

## 経歴
1936年4月29日、第3代ロスチャイルド男爵ヴィクター・ロスチャイルドとその先妻バーバラ・ジュディス（Barbara Judith）の長男としてバークシャーで生まれる。
イートン・カレッジを経てオックスフォード大学クライスト・チャーチを卒業する。これまでロスチャイルド家はハーロー校を経てケンブリッジ大学へ進学するのが伝統だったので異例のことであった。
ニューヨークのモルガン・スタンレーに勤務して財務を学んだのち、1963年から銀行N・M・ロスチャイルド&サンズに共同経営者として勤務する。1971年にはライフガーズに少尉として入隊している。また1971年から1996年にかけてはセント・ジェームズ・プレイスの社長も務めた。
ジェイコブはN・M・ロスチャイルド&サンズ内では投資部門「RIT」を主導した。ジェイコブはリスクを恐れない積極的なM&Aを好んだ。彼の主導でN・M・ロスチャイルド&サンズには外部からの資金が大量に流れ込むようになり、それを元手に積極的な企業買収が行われた。その買収の1つがグランド・メトロポリタンだった。当時イギリス史上最大のお金が動いたといわれている。ジェイコブの企業買収でN・M・ロスチャイルド&サンズの業績は急速に伸びた。
しかしN・M・ロスチャイルド&サンズの経営権は株式の60％を持つ分家のエヴェリンが握っており、ジェイコブの父である第3代ロスチャイルド男爵ヴィクターは20％の株しか持っていなかったから、やがてジェイコブの大胆なM&A路線は堅実経営を好むエヴェリンから独断にすぎると批判されるようになり、N・M・ロスチャイルド&サンズの内部対立は深刻化した。この争いを仲裁するために1975年に父ロスチャイルド卿が頭取に就任する。しかし結局父は筆頭株主エヴェリンを支持したので、ジェイコブは1980年にRITを率いてN・M・ロスチャイルド&サンズを飛び出した。エヴェリンからは5本の矢を商標として使用するのを止めるよう求められたが、5本の矢は商標登録されていなかったので、ジェイコブはその要請を拒否し、N・M・ロスチャイルド&サンズの「下を向く5本の矢」に対する当て付けで「上を向く5本の矢」を商標にした。

この後、N・M・ロスチャイルド&サンズはエヴェリンの方針のもと、堅実経営に戻り、対するRITはジェイコブの方針のもと積極的な投資・企業買収を推進するという対照的な道へ進んでいくことになった。RITはオークション会社サザビーズや投資信託銀行ノーザンなどに投資しつつ、事務機器、リース業、保険関連会社などの買収を進めて事業を拡大していった。1983年にはニューヨーク・マーチャント銀行の株50％を買い、さらにチャーターハウス銀行と合併し「チャーターハウス・J・ロスチャイルド銀行」を創設した。独立から4年にして資本金を4倍にした恰好であり、シティでも有数の銀行として注目されるようになった。しかしこの直後から、これまで買収した企業の株を次々と売却し、現金化して貯め込むようになった。ちょうど1987年にアメリカのウォール街が暴落し、1990年からはイギリスでもサッチャー政権の金融緩和によって発生していたバブルが弾けたので、これは見事なタイミングでの撤退となった（ロンドン・ロスチャイルド家の祖ネイサンは「早すぎると思うほど早く売ってしまうことです」という遺訓を残していた）。

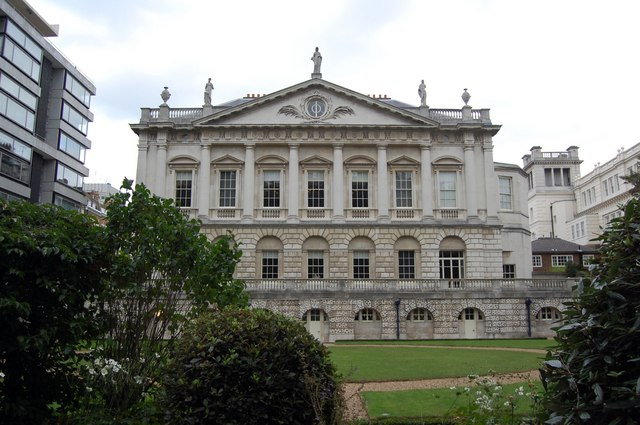
RITがスペンサー伯爵家から賃借しているスペンサー・ハウス（2009年撮影）

1985年にRITはダイアナ妃の父であるスペンサー卿からスペンサー・ハウスを96年契約で賃借し、2000万ポンドの巨費を投じてその内装を18世紀の状態に復元した。この修復作業はダイアナ妃からも高く評価された
1990年に父ヴィクターが死去し、第4代ロスチャイルド男爵位を継承する。同時に貴族院議員に列し、貴族院改革のあった1999年11月11日まで在職している。しかし政党には所属せず、中立派の議員として行動していた。
資金がだぶついていたロスチャイルド卿は、1993年から投資管理会社RITキャピタル・パートナーズと投資、会社セント・ジェイムズ・プレイス・キャピタルを創設して、投資事業を再開した。さらにアメリカにもロスチャイルド・ウォルフェンソン投資会社を創設する。ソビエト連邦が崩壊して市場が自由化したロシアにも関心を持ち、1992年にはロシア・アメリカ投資会社の創設に協力した。1994年からは投資会社ロスチャイルド・アセット・マネジメントを創設してバイオ産業に投資を開始した。
2002年、メリット勲章の叙勲を受けた。
2003年から2008年までBスカイBの副社長を務めた。同じく2008年までRHJインターナショナルの取締役を務めた。
2010年11月には、ジェニー・エナジーの株5％分を1000万ドルで購入した。同社は2013年にゴラン高原南部に石油採掘権を獲得した。太平洋にもJ. Rothschild Investment Management Ltd. という事業をもっている。役員の顔ぶれはGilbert de Botton, John Hodson, Peter Howard, Peter Oppenheimer, David Wood, Richard Wilkins, Nils Taube, Eva Schloss の夫Zvi Schloss ,Nicholas Roditi, David Montagu
など錚々たるものである。
コーンウォール公領の統治を行う公爵諮問会議の議員も務めている。
2024年2月26日に家族（ロスチャイルド財団）が訃報を発表。87歳没。
長男のナサニエル・フィリップ・ヴィクター・ジェームズ・ロスチャイルドが第5代ロスチャイルド男爵位を継承した。

## 慈善事業

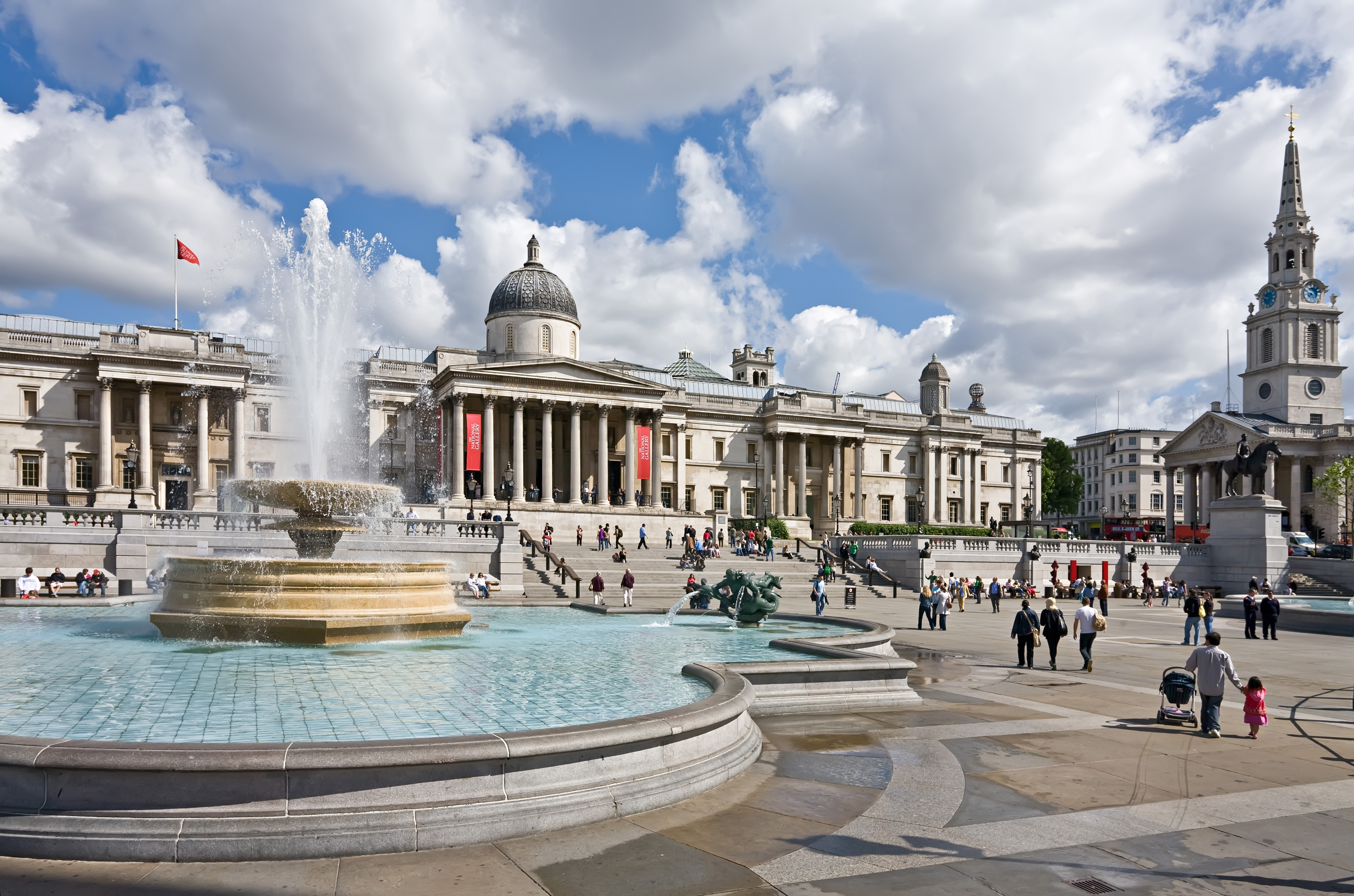
ロスチャイルド卿がかつて理事長を務めていたナショナル・ギャラリー。

芸術家の保護に熱心であり、年間50万ポンドの寄付を行っている。ナショナル・ギャラリーの理事長や国家遺産記念財団の会長、アシュモレアン博物館の外部委員会の委員、コートールド美術研究所の理事及び名誉フェローなどを歴任している。
国外でも活躍し、ロシアのエルミタージュ美術館の理事、アメリカのプリツカー賞の会長などを歴任した。1995年にはニューヨークのワールド・モニュメント財団よりハドリアヌス賞（Hadrian Award）を受けた。
イスラエルでは、イスラエルのクネセト（国会）や最高裁判所の建物を寄贈した財団「ヤド・ハナディヴ」の議長を務めている。ユダヤ人政策研究所の名誉会長も務めている。この他、叔母であるドロシー・ド・ロスチャイルドが存命時代に設立した通信制大学「イスラエル・オープン大学」の総長代理として大学運営にあたっている。

## 栄典

### 爵位・準男爵位
1990年3月20日の父ヴィクター・ロスチャイルドの死去により以下の爵位・準男爵位を継承した。
- ハートフォード州におけるトリングの第4代ロスチャイルド男爵 (4th Baron Rothschild, of Tring in the County of Hertford)
(1885年6月29日の勅許状による連合王国貴族爵位)
- (グローヴナー・プレイスのロスチャイルド)第5代準男爵 (5th Baronet "Rothschild of Grosvenor Place")
(1847年1月12日の勅許状による連合王国準男爵位)
- 第6代ロートシルト男爵 (Freiherr von Rothschild)
(1822年9月20日創設のオーストリア貴族爵位)

### 勲章
- 1985年、エンリケ航海王子勲章コマンダー（ポルトガル勲章）[2]
- 1998年、大英帝国勲章ナイト・グランド・クロス（GBE）[2]
- 2002年、メリット勲章（OM）[2]

### その他
- 1992年、哲学博士号（ヘブライ大学名誉学位）[2]
- 1998年、法学博士号（エクセター大学名誉学位）[2]
- 2002年、民事法学博士号（オックスフォード大学名誉学位）[2]

## 子女
1961年にセレナ・ドンと結婚。彼女はカナダの投資家の初代準男爵サー・ジェームズ・ハメット・ドンの娘であった。 彼女との間に以下の4子を儲けている。
- 第1子（長女）ハンナ・メアリー・ロスチャイルド（英語版）閣下 (Hon. Hannah Mary Rothschild, 1962年-) ウィリアム・ブロックフィールド(William Brookfield)と結婚。
- 第2子（次女）ベス・マチルダ・ロスチャイルド閣下 (Hon. Beth Matilda Rothschild, 1964年-) アントニオ・トマシニー(Antonio Tomassini)と結婚
- 第3子（三女）エミリー・マグダ・ロスチャイルド閣下(Hon. Emily Magda Rothschild, 1967年-)：ユリアン・フリーマン＝アトウッド(Julian Freeman-Attwood)と結婚
- 第4子（長男）：第5代ロスチャイルド男爵ナサニエル・フィリップ・ヴィクター・ジェームズ・ロスチャイルド（英語版） (Hon. Nathaniel Philip Victor James Rothschild,5th Baron Rothschild 1971年-)